# Félicien Trewey
Félicien Trewey (Angoulême, 23 maggio 1848 – Asnières-sur-Seine, 2 dicembre 1920) è stato un attore francese del cinema muto.

## Biografia
Trewey nacque nella città di Angoulêmein Francia e il suo cognome di nascita era Trevey ma in seguito sostituì la "V" con la "W" al cognome e si fece chiamare Monsieur Trewey come nome d'arte.
Anche se suo padre voleva che diventasse un ingegnere, Trewey a 7 anni dopo aver visto in un circo a Marsiglia un prestigiatore, rimane incantato dall'arte circense e comincia ad eseguire i suoi numeri per i suoi compagni di scuola.
Specialista nell'arte del mimo e delle ombre cinesi, Félicien Trewey era inoltre, mago, prestigiatore, attore comico, attore di vaudeville, funambolo, equilibrista, ballerino, musicista e altro
Lavorò in teatro diretto da Georges Méliès.
Divenne amico dei fratelli Lumière, e recitò in molti dei loro film sin dal 1895. A quanto ha scritto Will Day Trewey e Auguste Lumière, la cui amicizia  risaliva al 1870, da un incontro a New York nell'autunno del 1895 iniziano una collaborazione che influirà molto su Trewey, quando lo stesso Auguste lo persuade di tornare a Parigi  per dedicarsi alla tecnica del cinematografo. Trewey si fece convincere benché a New York avesse un contratto molto vantaggioso. Tale collaborazione finirà nel novembre dell'anno successivo, le pellicole messe a disposizione dalla casa cinematografica Lumière non erano sufficienti per arricchire e diversificare gli spettacoli di Trewey. Senza contare la concorrenza del Kinetoscopio di Edison, utilizzato da Robert William Paul, grazie al quale il repertorio poteva essere rinnovato ogni settimana.
Morì nel 1920 all'età di 72 anni, lo stesso anno fu pubblicato il suo libro The Art of Shadowgraphy: How it is Done.

## Filmografia parziale
- Chapeaux à transformations, regia di Louis Lumière - cortometraggio (1895)
- Danseuses des rues, regia anonima - cortometraggio (1896)
- La partita a carte (Partie d'écarté), regia di Louis Lumière - cortometraggio (1896)